# ヘクター・リサラガ
ヘクター・リサラガ（Hector Lizarraga、1966年9月1日 - ）は、メキシコのプロボクサー。元IBF世界フェザー級王者。

## 来歴
1985年4月25日、テキサス州サンアントニオでデビュー戦を行い4回引き分けでデビューを果たした。
キャリアの序盤は伸び悩み、1989年の次点で7敗している。
1989年4月16日、WBCアメリカ大陸フェザー級王座と全米カリフォルニア州フェザー級王座ウーゴ・アングイアーノと対戦し12回2-1の判定勝ちで王座獲得に成功した。
1992年11月21日、全米カリフォルニア州フェザー級王座の初防衛戦をビセンテ・ゴンサレスと対戦し3回負傷判定勝ちで初防衛に成功した。
1994年6月30日、IBFインターコンチネンタルフェザー級王者セドリック・ミンゴと対戦し12回2-1の判定勝ちで王座獲得に成功した。スコアはすべて2点差の接戦(115-113が2者、113-115)だった。
1994年12月16日、ガブリエル・カストロと対戦し12回3-0の判定勝ちで初防衛に成功した。
1997年12月13日、世界初挑戦。ナジーム・ハメドの返上で空位になったIBF世界フェザー級王座決定戦をフロリダ州ポンバノビーチのアムピット・シアターにて元IBF世界スーパーバンタム級王者ウェルカム・ニシタと対戦し10回終了時棄権でニシタの2階級制覇を阻止し王座獲得に成功した。
1998年4月24日、サンノゼのサンノゼ・アリーナで元IBF世界フェザー級王者マヌエル・メディナと対戦し12回0-3の判定負けで初防衛に失敗し王座から陥落した。
1999年11月19日、ワシントンD.C.のDCアーモリーで2階級制覇を目指す元IBF世界バンタム級王者ムブレロ・ボティーレと対戦し10回0-2の判定負け。
2000年5月24日、22戦全勝で後のIBF世界スーパーフェザー級王者でWBU世界スーパーフェザー級王者カシウス・バロイと対戦し初回2分59秒KO負けで王座獲得に失敗した。
2003年6月27日、イシドロ・テヘドールとの対戦で10回0-3の判定負けを最後に現役を引退した。

## 獲得タイトル
- WBCアメリカ大陸フェザー級王座
- 全米カリフォルニア州フェザー級王座
- IBFインターコンチネンタルフェザー級王者
- 第10代IBF世界フェザー級王座（防衛0）